# 王崎まりな
王崎まりな（おうさき まりな、1990年4月28日 - ）は、日本の元タレント、元アイドルである。MINERVA AGENCYに所属し、主にサンスポアイドルリポーター SIRのメンバーとして活動した。千葉県八街市出身。愛称は、まりまり。

## 略歴
- 2007年から雑誌モデル、タレント、女優として活動。同年11月からアーティストとしても活動。
- 2012年10月 サンスポアイドルリポーター SIR 2期候補生（14名）に選出される。
- 2013年1月24日 サンスポアイドルリポーター SIR 2期生（4名）に選出される。
- 2018年11月14日 サンスポアイドルリポーター SIR を2019年2月頃に卒業することを報告すると同時に、卒業後は「すべて卒業」と芸能界を引退することを明らかにした[1]。
- 2019年2月18日「王崎まりな卒業公演」（渋谷 clubasia）をもってSIRを卒業。同時に芸能活動を終了し、引退した。

## 人物
- サンスポアイドルリポーター SIRに候補生時代を含め6年4カ月在籍し、長く中心メンバーとして活躍した。特にSIRの人気争奪イベントである「SIR総選挙」においては、第1回（2015年）1位、第2回（2016年）2位、第3回（2017年）1位と、毎年人気の高さを示し、「SIRのセンター」「SIRのエース」の呼び声もあった。またメンバー対抗イベントの「銀玉サーキット」では2013年の第1回大会で優勝、銀玉サーキットと総選挙双方で1位を獲得した[2]。なお王崎ファンを総称して「王崎組」と呼んでいた。
- 元気が看板。「元気まりまり」をキャッチコピーにしている。SIRでのキャッチコピーは「元気の一本釣り!オレンジパワースポット」であるが、自己紹介の際はこの後に「元気まりまり、王崎まりなです」と続けた。
- ベッキーに憧れており、彼女が有吉弘行に付けられたあだ名「元気の押し売り」を、SIR2期候補生時代にそのまま自分のキャッチで使っていた。なお、当時のキャッチコピーの全文は「国民みーんなのおもちゃ!元気の押し売り!アタリが好きな釣りアイドル!元気まりまり!王崎まりなです」であり、SIR1期生の佐倉絆から盛んに「長い」「国民みんなのおもちゃはエロい」と突っ込まれていた。
- SIRの冠番組「開店!SIRの生カフェ」で行われたクイズで珍回答を連発し、おバカであることが発覚。[3][リンク切れ] 以降、卒業までおバカキャラとしていじられた。
- 2015年頃まで千原せいじが経営する居酒屋（ずるずる処 せじけん）でアルバイトし、納戸を改修した1.5畳の部屋で寮生活を送っていた。その貧乏生活ぶりはテレビのバラエティ番組(後掲)でも紹介された。
- もともとは女優志望であったが、2014年に移籍した事務所のプロフィールでは「バラエティ向きマルチアイドル」となっている。
- 右頬の大きなエクボがチャームポイント。本人申告のアピールポイントはアヒル口、プリケツ隊長のおしり。
- 特技： 釣り、料理、パン作り、ロボットダンス、ネイル、開脚、Y字バランス、たて開脚
- 趣味： ぬか漬け・野菜作り、魚をさばくこと、船の操縦（船舶免許所有）、ストレッチ
- 食べ物：好きなものは、とんそく・レバさし・ミミガー・馬刺し・イカ・生魚・生肉・にんじんスティック。嫌いなものは、フルーツ。
- 資格を沢山持っている。
- 大変な汗かきである。
- 歯フェチである。

### ボンビーガール
日本テレビ「幸せ!ボンビーガール」（2013年7月2日放送）に出演。
「部屋は1.5畳 家賃5,000円！渋谷区内で自給自足するボンビーガール」としてDAIGOの突撃取材を受け、以下のような貧乏生活の裏技が披露された。
- 自作のトリックアート（壁画）で部屋を広く見せる
- 画用紙に食べたい物の絵を描いて枕の下に敷いて寝る（夢で見て満足する）
- ベランダのプランターで野菜を栽培する
- 豆腐を乾燥して作った高野豆腐（試食したDAIGOが美味いと絶賛）に切干大根、自分で釣った魚の干物。これら全てをベランダで作る
- 納豆に大豆を継ぎ足して発酵させる（黒い布に包んでベランダで日光に当てる）ことを繰り返すことで、永久に納豆が食べられる

## テレビ
- 「ズバリ言うわよ!女子高校生スペシャル」（TBSテレビ）
- 「ランク王国」（TBSテレビ）
- 「音楽ば〜か」（テレビ東京）
- 「〜アキバ100人アイドル〜ビーナスファイト」（BS11）
- 「中居正広の怪しい噂の集まる図書館」（テレビ朝日 2011年11月）
- 「有田とマツコと男と女」（TBSテレビ 2011年12月）
- 「チョイス」（フジテレビ 2012年3月）
- 「イカさま☆タコさま」（TBSテレビ 2012年7月）
- 「ハッピーエンド」（TBSテレビ 2012年12月）
- 「幸せ!ボンビーガール」（日本テレビ 2013年7月2日）
- 「木村魚拓の窓際の向こうに」#135（スカパー!パチテレ！ 2013年12月8日～O.A）
- 私生活むきだしバラエティ「キリウリ$アイドル」（東京MXテレビ 2014年8月20日）
- 「開店!SIRのパチスキ!」（東京MXテレビ 2015年7月3日 - ）

## ラジオ
- 「村山ひとしのキャラリンッぱ!」（葛飾エフエム放送）

## インターネット放送
- 「GIRLS TRAIN」
- SIRアミューズメント放送局「アイドルリポーターのキセキ」（下北FM／ニコニコ生放送公式チャンネル 2012年11月-2013年3月7日）
- 「テリー伊藤のTOKYOひとり暮らし娘」（ひかりTVチャンネル 2012年12月21日）
- SIRアミューズメント放送局「開店!SIRの生カフェ」（ニコニコ生放送公式チャンネル、2012年11月2日-2014年10月31日 ）
- 「生でマリマリいかせて」 （マイスマTV & Ustream 2013年2月26日- ）

※所属事務所の忘年会の「景品」として獲得した冠番組（スタジオ公開生放送）。MC担当
- 「代々木グラビアアイドル学園DX」（Ustream 2013年8月26日）
- SIRパチンコ放送局「新装開店!SIRの生パチ!」（ニコニコ生放送公式チャンネル、2014年11月7日-2019年1月 ）

## 映画
- 「都市霊伝説 幽子」（ムービープラネット配給、2011年9月17日劇場公開）

## 舞台
- 「渋谷アイドル100人劇場」
- アクティングラボ・無現 「シェイクスピアシリーズ第1弾『フェイク・夏の夜の夢』（2008年7月28日-8月3日、アトリエ無限）
- 劇団チキンハート「たしかなこと」（2014年6月21,22日、笹塚ナムギャラリー）

## DVD
- 「Sweet Punch」（販売元:BNS 2009年9月30日）[4]

## 連載記事
- 釣りコラム「まりなのレッスンワン！」を連載 （サンケイスポーツ釣り面：2012年4月-2013年6月）

## 雑誌
- Fine （日之出出版）
- Popteen （角川春樹事務所）

## その他
- 2009年  ボクシング 2009東日本新人王大会イメージガール
- 2010年-2011年　東日本ボクシングイメージガール
- 2012年  サンスポフィッシングチャレンジ2012大会ＭＣ